# آلفرد گروین
آلفرد گروین (انگلیسی: Alfred Grévin; ۲۸ ژانویهٔ ۱۸۲۷ – ۵ مهٔ ۱۸۹۲) مجسمه‌ساز، کاریکاتوریست، نقاش، طراح، و نمایشنامه‌نویس، هنرمند تجسمی، طراح، و طراح لباس اهل فرانسه بود.